# Blatné
Blatné (slowakisch bis 1948 „Šarfia“; deutsch Scharfing, ungarisch Pozsonysárfő – bis 1907 Sárfő) ist eine Gemeinde im Bezirk Senec, der westlichsten Region der Slowakei. Sie liegt auf einer Höhe von 131 Metern über dem Meeresspiegel im Bratislavský kraj.
Der Verwaltungssitz des Okres in Senec liegt etwa sechs Kilometer südlich von Blatné.

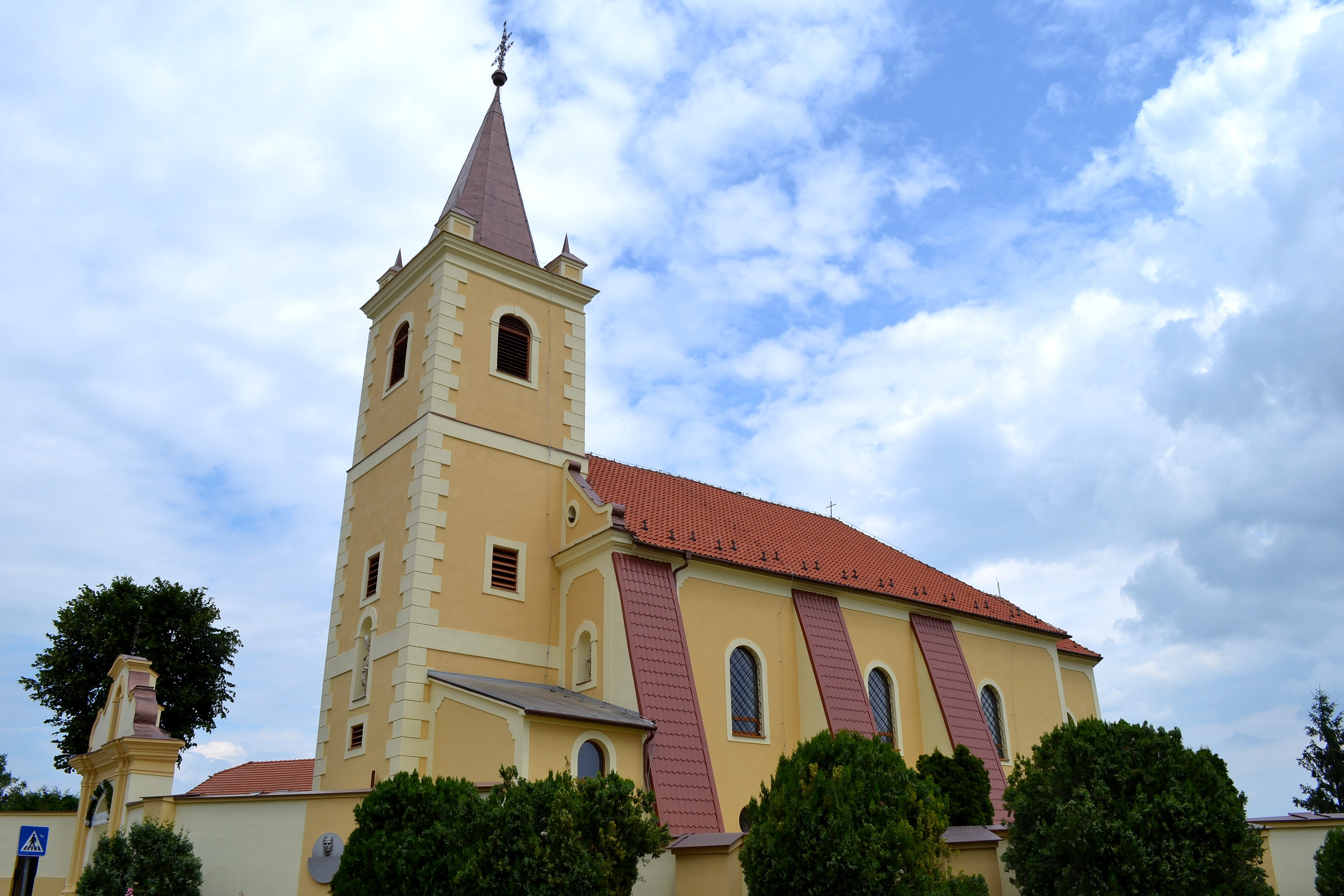
St.-Adalbert-Kirche

Die früheste Erwähnung des Ortes stammt aus dem Jahr 1245. Bis 1913 sind mehrere Namen, die jedoch auf denselben Stamm zurückgreifen, historisch festgehalten, darunter Sarfy, Sarfew, Saarfo und Ssárfia.

## Bevölkerung
| Jahr                | 1994 | 2004     | 2014     | 2024    |
| ------------------- | ---- | -------- | -------- | ------- |
| Anzahl der Personen | 1288 | 1506     | 1742     | 1808    |
| Unterschied         |      | +16,92 % | +15,67 % | +3,78 % |

| Jahr                | 2023 | 2024    |
| ------------------- | ---- | ------- |
| Anzahl der Personen | 1834 | 1808    |
| Unterschied         |      | −1,41 % |